# Parornix maliphaga
Parornix maliphaga är en fjärilsart som beskrevs av Kuznetzov 1979. Parornix maliphaga ingår i släktet Parornix och familjen styltmalar. Inga underarter finns listade i Catalogue of Life.